# Purpuricenus tommasoi
Purpuricenus tommasoi là một loài bọ cánh cứng trong họ Cerambycidae.